# Cristiano IV do Palatinado-Zweibrücken
Cristiano IV do Palatinado-Zweibrücken (em alemão:  Christian IV. von Pfalz-Zweibrücken; Bischweiler, 6 de setembro de 1722 –Herschweiler-Pettersheim, 5 de novembro de 1775) foi um nobre alemão, pertencente ao ramo Palatino da Casa de Wittelsbach.
Foi conde Palatino e duque de Zweibrücken de 1735 a 1775.

## Biografia
Cristiano IV nasceu em Bischweiler a 6 de setembro de 1722, filho do duque Cristiano III do Palatinado-Zweibrücken e de Carolina de Nassau-Saarbrücken.
Em 1735, com a morte de seu pai, Cristiano III, sucedeu-lhe no ducado de Zweibrücken. De início sob a regência de sua mãe uma vez que, na altura, tinha apenas 13 anos.
Em 1751 casou Morganaticamente com Maria Ana Camasse (1734-1807), criada condessa Forbach em 1757.
Cristiano IV vem a falecer em Herschweiler-Pettersheim, em 1775, sendo sucedido pelo seu primo Carlos II Augusto, dado que a sua descendência morganática era considerada não dinástica.

## Casamento e descendência
Do seu casamento morganático com Maria Ana Camasse, Condessa Forbach, nasceram seis filhos, sem direito à sucessão nos estados do pai. Contudo, em 1792, foi-lhes atribuído o título de Freiherr von Zweibrücken:

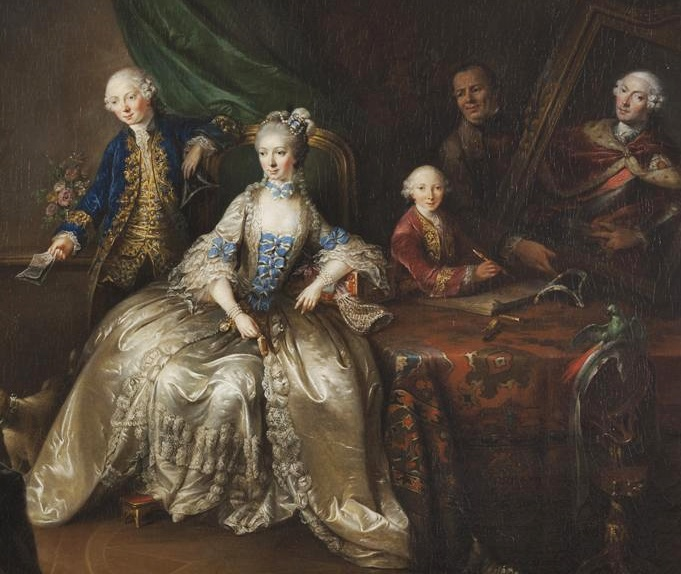
Maria Ana Camasse, Condessa de Forbach, com os seus dois filhos, Cristiano de Zweibrücken (esquerda) e Guilherme de Zweibrücken (direita). Mais à direita, o Duque Cristiano IV. Quadro de Johann Christian von Mannlich, 1764.

1. Cristiano (Christian) (1752–1817), Conde de Forbach, Marquês de Deux-Ponts, General de Infantaria do exército do Reino da Baviera;
2. Filipe Guilherme (Philippe Guillaume, que alterou o nome para Wilhelm von Zweibrücken) (1754–1807), Conde de Forbach, Visconde de Deux-Ponts;
3. Maria Ana Carolina (Maria Anna Caroline) (1756–1806) von Zweibrücken;
4. Carlos Luís (Karl Ludwig) (1759–1763), Barão de Zweybrücken;
5. Isabel Augusta Frederica (Elisabeth Auguste Friederike) (1766–1836) von Zweibrücken;
6. Júlio Augusto Maximiliano (Julius August Maximilian) (1771–1773), Barão de Zweybrücken.

O seu neto, Cristiano (Christian) (1782–1859), Freiherr von Zweibrücken, filho de Filipe Guilherme, foi um General de Cavalaria do exército real Bávaro e Generalkapitän  dos Hartschiere.